# Tej Parker
Tej Parker es un personaje de ficción de la franquicia cinematográfica The Fast and the Furious, interpretado por el rapero estadounidense Ludacris.
Es un ex-corredor callejero, mecánico y un técnico experto. Tej es el amigo de Brian O'Conner, quien le permitió participar en carreras callejeras cuando vivía en Miami. Más tarde, Tej se convierte en miembro de la tripulación de Dominic Toretto cuando es reclutado por Dom para robarle dinero a un corrupto empresario brasileño, Hernán Reyes.

## Apariciones filmográficas

### 2 Fast 2 Furious
Tej ya no corre, prefiere ser árbitro y ganar dinero vendiendo repuestos en su garaje y también debido a lo que dice que le impidió correr, una pierna lesionada. Tiene una relación intermitente con Suki. Cuando Brian necesita un lugar donde quedarse, permite que Brian y Roman "Rome" Pearce se queden en sus garajes por un breve periodo de tiempo. Más tarde, cuando Brian necesita orquestar una pelea para escapar de la detección del FBI, Tej le muestra otro gran garaje de su propiedad, que usan para la pelea. Tej y Suki sacan a los Mitsubishi de Brian y Rome para ser interceptados por el FBI, lo que les permite continuar con su misión, lo que demuestra que él también puede conducir.

### Fast Five
Tej hace una aparición en Fast Five cuando Brian le pide que vaya a Río de Janeiro, Brasil, para lidiar con los circuitos que rodean el dinero de Reyes para la seguridad. Tej se convierte en parte del equipo que Brian y Dom armaron para robar $100.000.000 al hombre más rico de Río.
Después del atraco en Brasil, Tej compró un pequeño garaje que antes reveló que era su sueño. Con su parte del dinero del atraco, también trajo un Koenigsegg CCXR 2007, de los cuales solo existen 4. Uno de los cuales pertenece a Rome, quien también trajo uno con el dinero de su atraco y cree que es la única persona que tiene uno en el hemisferio occidental, hasta que ve a Tej y ve que él también tiene uno.

### Fast & Furious 6
Tej hace una aparición en esta película, regresando como parte del equipo de Dom. Es conocido por ser bastante generoso desde el atraco de Río en los eventos de Fast Five, regalando dinero gratis a los lugareños. Continúa bromeando con Rome y desarrolla una leve amistad con el agente Luke Hobbs, que lo llama "Thor Samoano" en su teléfono celular. Cuando Dom les pidió que compraran autos nuevos para el equipo después de que fallaran sus BMW M5 2010, Tej y Hobbs visitan la subasta de autos clásicos y son insultados por un organizador de la subasta por su atuendo, siendo bastante poco formal para la subasta. Sin embargo, Tej sorprende al organizador comprando todos los autos en la subasta, que luego se entregan en la casa de seguridad del equipo, diciendo que necesitaba hacer uso de sus $10.000.000 del atraco de Río. Una vez entregados los coches, toma represalias junto a Hobbs por el merecido pago del organizador, haciéndolo desvestirse y dejarle todas las prendas de ropa a él y a Hobbs como "más formales".
Más tarde, Tej actualiza el arma confiscada e inventa un nuevo arpón hecho de titanio y alimentado con óxido nitroso, que Rome "prueba" con él casi matando a Dom y Han Seoul-Oh. Sin embargo, Tej parece haber hecho más de ellos durante la persecución en el aeródromo.
Tej también ayuda a derribar el avión en un esfuerzo por detener a Owen Shaw hacia el final de la película.

### Furious 7
Tej aparece en el funeral de Han y luego es traído por el equipo del agente Frank Petty / Sr. Don Nadie para ayudar a rescatar a la hacker Megan Ramsey. Tej conduce un Jeep Wrangler JK Unlimited 2007 muy modificado durante la persecución y actúa como escudo para el resto del grupo. Más tarde, Tej piratea junto a Ramsey las Torres Etihad para permitir que Dom y Brian accedan a la bóveda del príncipe jordano que contiene su W Motors Lykan HyperSport 2015. Más tarde, Tej piratea el Ojo de Dios con Ramsey para recuperar el control y más tarde está en la playa donde se despiden de Brian.

### The Fate of the Furious
Tej ayuda a la pandilla, impulsando a los Dodge Challenger SRT Demon 2014 a recuperar un PEM robado en Berlín, Alemania y luego se sorprende cuando Dom los traiciona. En Nueva York, Tej conduce un Mercedes AMG GT que finalmente es destruido por Dom. Más tarde, Tej elige un tanque y está encerrado en el submarino Akula hasta que Rome y Eric Reisner / Little Nobody aprietan el gatillo y lo sueltan. Después de detener el ataque de Cipher, Tej intenta conquistar a Ramsey, quien se niega hasta que pueda adivinar su apellido.

## Personalidad
Tej se muestra muy humilde incluso después de convertirse en millonario. A pesar de que tenía suficiente dinero para establecerse sin trabajar un día más en su vida, todavía se conformó con un trabajo diario como mecánico, ya que los autos eran su pasión. La pasión de Tej por los coches es comparable a un matrimonio como lo describe Hobbs. Pero Tej prefiere los autos a las mujeres, con el razonamiento de que cuando vas por caminos separados no toman la mitad de tus cosas.

## Coches
| Película                | Automovilístico                      |
| ----------------------- | ------------------------------------ |
| 2 Fast 2 Furious        | 2002 Acura NSX                       |
| 2 Fast 2 Furious        | 2002 Dodge Ram 1500                  |
| 2 Fast 2 Furious        | 2002 Mitsubishi Lancer Evolution VII |
| Fast Five               | 1965 Ford Galaxie 500                |
| Fast Five               | 2001 Toyota Supra                    |
| Fast & Furious 6        | 2007 Ferrari FXX                     |
| Fast & Furious 6        | 2010 BMW M5                          |
| Fast & Furious 6        | 2009 Lucra Lister                    |
| Furious 7               | 2007 Jeep Wrangler JK Unlimited      |
| Furious 7               | 2010 Ferrari 458 Italia              |
| Furious 7               | 1987 Chevrolet Caprice               |
| The Fate of the Furious | 2018 Dodge Challenger SRT Demon      |
| The Fate of the Furious | 2015 Mercedes-AMG GTS                |
| The Fate of the Furious | Ripsaw MS2 UGV U.S. Army             |